# Billy Collins
William James Collins, conocido artísticamente como Billy Collins (Nueva York, 22 de marzo de 1941), es un poeta estadounidense, designado como Poeta Laureado de los Estados Unidos entre 2001 y 2003. El New York Times lo ha descrito como "el poeta más popular de América".

## Biografía
Collins nació en Manhattan y creció entre Queens y White Plains. Sus padres, William y Katherine Collins, provenían de familias irlandesas y canadienses, respectivamente. Según el propio poeta, su afán lírico proviene por vía materna, pues Katherine Collins solía recitarle versos cuando apenas era un niño, lo cual despertaría en él una temprana pasión por las palabras.
Billy Collins estudió en el instituto Archbishop Stepinac High School, en White Plains, y luego se licenció en Lengua y Literatura Inglesa en el College of the Holly Cross en 1963. Cursó un máster y los estudios de doctorado (con especialidad en poesía romántica) en la Universidad de California, Riverside. Allí conoció al profesor Robert Peters, poeta y estudioso de la literatura victoriana. También en esa época acusó la influencia de la Generación Beat y de poetas contemporáneos como Reed Whittemore, Howard Nemerov y Karl Shapiro.
Collins ha sido profesor en el Leham College desde 1968, y allí ha desempeñado su labor investigadora en el CUNY Institute for Irish-American Studies, donde también impartió seminarios de poesía.
Como poeta, no solo divulga su obra desde la escritura, sino también desde la performance. Entre 2013 y 2015 colaboró con la cantante Aimee Mann en un tour que aunaba música y poesía en formato conversacional. También ha colaborado con Paul Simon en cuatro ocasiones desde 2008, y ha presentado una TED Talk, Everyday moments, caught in time (2012). El 6 de septiembre de 2002 leyó en público, en una sesión especial en el Congreso de los Estados Unidos, su poema The Names, dedicado a la memoria de las víctimas de los atentados del 11-S. Su poema Fishing on the Susquehanna in July ha sido incorporado en el registro literario nativo americano de los Estados Unidos como un importante bien cultural.
Billy Collins ha recibido numerosas becas de creación, como la concedida por National Endowment for the Arts, la de la Fundación para las Artes de Nueva York y la de la Fundación John Simon Guggenheim (en 1993).
En 1977 Collins se casó con Diane Olbright, con quien se trasladó a Westchester County (actualmente se encuentran divorciados). En 2008, Collins optó por mudarse a Winter Park, Florida, con su prometida Suzananah Gilman. Se casaron el 21 de julio de 2019 en Southampton.

## Estilo
Sus poemas tienden hacia un estilo conversacional, al mismo tiempo que ofrecen ingeniosos juegos de palabras e ironías que acercan al lector a la reflexión y observación del aspecto más trascendental de la cotidianidad. John Taylor ha comentado que “rara vez se han escrito poemas en apariencia tan transparentes pero que se revelan como ambiguos, provocadores y astutos cuando el lector penetra en sus profundidades". También Richard Howard ha señalado 'la voz indiscutiblemente americana' de Collins, "tanto que se reconoce inmediatamente como un producto instantáneo, si bien posee una verdadera validez oculta, pues lleva el verso hasta sus últimas consecuencias".

## Obras
- Pokerface (1977)
- Video Poems (1980)
- The Apple That Astonished Paris (1988)
- Questions About Angels (1991)
- The Art of Drowning (1995)
- Picnic, Lightning (1998)
- Questions About Angels (1999)
- Taking Off Emily Dickinson's Clothes (2000)
- Sailing Alone Around the Room: New and Selected Poems (2001)
- Nine Horses (2002)
- The Trouble with Poetry (2005)
- She Was Just Seventeen (2006)
- Ballistics (2008)
- Horoscopes for the Dead (2011)
- Aimless Love (2013)
- Voyage (2014)
- The Rain in Portugal (2016)
- Whale Day: and other Poems (2020)
- Musical Tables: Poems (2022)
- Water, Water (2024)

### Traducciones en español y catalán.
- Navegando a solas por la habitación (2007), Barcelona, DVD Ediciones, trad. Eduardo Moga
- Lo malo de la poesía y otros poemas (2007), Madrid, Bartleby Editores
- Poemas (2019), Granada, Valparaíso Ediciones, trad. Juan José Vélez Otero
- Siete elefantes de pie bajo la lluvia / Antología de poemas de Aimless Love (2019), Barcelona, Godall Edicions, trad. Marta Ana Diz.
- Set elefants drets sota la pluja (edición en catalán)  Antología de poemas de Aimless Love (2019), Barcelona, Godall Edicions, trad. Jaume Subirana.
- El dia de la balena (edición en catalán), Whale Day and Other Poems (2020), Barcelona, 2023, Godall Edicions. trad. Jaume Subirana.

- Datos: Q863057
- Multimedia: Billy Collins / Q863057